# Riera de Pastells
La riera de Pastells, també anomenada de Can Mercader, és un afluent del riu Daró. Neix a les Gavarres, al nord-oest del Puig d'Arques, i aboca les seves aigües al Daró al barri de Rabioses, terme de Cruïlles. Les seves aigües han estat utilitzades durant segles per a l'obtenció d'energia hidràulica per a molins fariners, com ara el Molí de Can Molines. La discussió pel pas damunt del pont construït sobre la canalització de l'aigua del molí va ocasionar el famós litigi del Pont de les Dobles, narrat al llibre de Josep Matas i Balaguer.